# Cyanofág

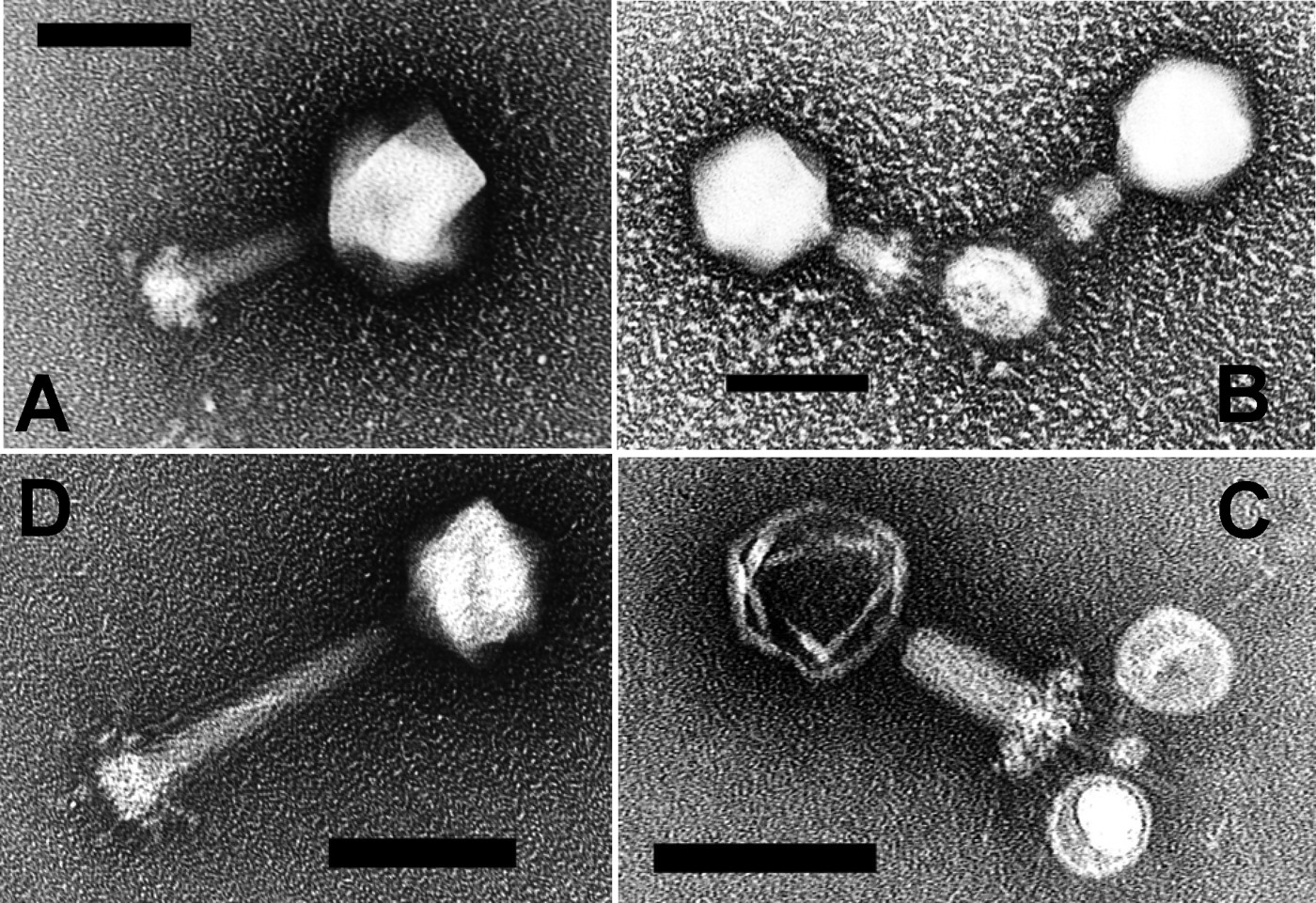
Mikrofotografie z elektronového mikroskopu; cyanofágy napadající sinice rodu Prochlorococcus

Cyanofág je virus napadající sinice (Cyanobacteria). Je to tedy v mnohých ohledech bakteriofág.

## Popis
Viry sinic obsahují jako svůj genetický materiál zásadně dvouvláknovou DNA, jsou to tedy ds-DNA viry („ds“ z angl. double-stranded). Známými cyanofágy jsou např. sladkovodní as-1 a lpp-1.

## Vliv na populace sinic
Viry významně ovlivňují početnost sinic, některé průzkumy například objevily viry v téměř všech studovaných populací sinic. Ekologické výzkumy v oceánu například zjistily, že u pobřeží mají sinice rodu Synechococcus daleko vyšší rezistenci vůči svým virům, protože se s nimi na mělčině častěji setkávají a přírodní výběr zde tedy působí daleko silněji. Jiné publikace uvádí, že v oceánu asi 3% všech buněk zmíněného rodu sinic každý den zahynou díky virové infekci. Důvodem může být i vysoká populační hustota rodu Synechococcus v oceánech: udává se až milión buněk v jednom mililitru.
V poslední době byly u cyanofágů objeveny geny pro fotosyntézu a bylo zjištěno, že cyanofágy po infekci buňky silně ovlivňují její metabolismus.